# Hescheleria rubeli
La hescheleria (Hescheleria rubeli) è un rettile estinto, appartenente ai talattosauri. Visse nel Triassico medio (Anisico/Ladinico, circa 240 milioni di anni fa). I suoi resti sono stati ritrovati in Svizzera.

## Descrizione
Questo animale, lungo circa un metro, possedeva un corpo allungato, zampe corte ma robuste e una coda allungatissima; in generale, l'aspetto di Hescheleria doveva essere vagamente simile a quello di un varano. Il cranio, invece, era decisamente caratteristico: il muso era insolitamente corto e ricurvo all'ingiù, come una sorta di becco. Nella mascella vi era un notevole spazio (diastema) che separava i denti anteriori da quelli posteriori, smussati. La mandibola, insolitamente robusta, era dotata di piccoli denti acuminati e di un'insolita struttura conica e appuntita sull'estremità anteriore di ciascuno dei due rami. Quale fosse la funzione di questa protuberanza di forma unica non è chiaro.

## Classificazione
Hescheleria è noto grazie a uno scheletro rinvenuto sul versante svizzero del giacimento di Besano / Monte San Giorgio. La hescheleria è un rappresentante del gruppo dei talattosauri, rettili acquatici tipici del Triassico, il cui rappresentante più noto era Askeptosaurus, vissuto negli stessi luoghi. All'interno del gruppo, Hescheleria occupa una posizione piuttosto derivata: il caratteristico cranio mostra delle specializzazioni non riscontrabili in altri talattosauri. L'animale più affine a Hescheleria è Clarazia schinzi, rinvenuto nello stesso giacimento. 

## Stile di vita
Non è chiaro in che modo Hescheleria si nutrisse; di certo era un rettile semiacquatico, come si può capire dalla forma allungata del corpo e della coda, e dalle zampe corte. La morfologia dell'omero indica che vi era una possente muscolatura degli arti anteriori, mentre quelli posteriori dovevano essere un po' più deboli. Probabilmente la hescheleria nuotava con un movimento ondulatorio del corpo e della coda, mentre le zampe guidavano i movimenti laterali e aiutavano nella propulsione. Lo strano cranio fa pensare a un'ecologia molto specializzata, ma la funzione delle due strutture appaiate sulla mandibola, ad esempio, è sconosciuta. Si è ipotizzato (Peyer, 1936) che le protuberanze fossero utili in un'attività di frantumazione del guscio di animali di fondale come i molluschi, ma altri paleontologi dissentono da questa ipotesi (Rieppel et al., 2005), dato che a bocca chiusa le strutture si appoggiavano contro la parte del rostro priva di denti.